# Platform of European Memory and Conscience
Die Platform of European Memory and Conscience ist ein Bildungsprojekt der Europäischen Union. Es ist eine Kooperation zwischen staatlichen Institutionen und Organisationen aus EU-Ländern in der Forschung, Dokumentation, Sensibilisierung und Aufklärung über die Verbrechen totalitärer (insbesondere kommunistischer und faschistischer) Regime.

## Geschichte
Die Platform wurde in Prag anlässlich des Gipfels der Ministerpräsidenten der Visegrád-Gruppe am 14. Oktober 2011 gegründet. Die feierliche Unterzeichnung fand im Lichtenstein-Palast unter der Schirmherrschaft der Ministerpräsidenten Petr Nečas (Tschechien), Donald Tusk (Polen) und Viktor Orbán (Ungarn) statt. Das Ziel der Platform ist es, „Intoleranz, Extremismus, anti-demokratische Bewegungen und das Wiederauftreten von einem totalitären Herrschaft in der Zukunft zu verhindern“.
Am 2. April 2009 hat das Europäische Parlament eine Entschließung zu Gunsten der Initiative angenommen, und im Juni 2009 begrüßte der Rat der Europäischen Union die Initiative. Die Platform wurde dann auf Initiative der polnischen EU-Ratspräsidentschaft im Jahr 2011 gegründet. Das Sekretariat der Plattform befindet sich in Prag. Die Gründungsmitglieder waren staatliche Institutionen der Tschechischen Republik, Polen, Deutschland, Ungarn, Rumänien, Litauen, Estland und Lettland, sowie mehrere NROs aus dem europäischen Raum. Der Präsident ist das ehemalige schwedische Reichstagsmitglied Göran Lindblad. Im Vorstand wird Deutschland durch Siegfried Reiprich vertreten.

## Mitglieder
Deutsche Mitgliedsorganisationen sind unter anderem die Gedenkstätte Berlin-Hohenschönhausen, die Hannah Arendt Gesellschaft, die Stiftung Sächsische Gedenkstätten, die Union der Opferverbände Kommunistischer Gewaltherrschaft und der Bundesbeauftragte für die Stasi-Unterlagen.

## Kritik
Die Historikerin Juliane Wetzel führte 2017 an, dass die Organisation in ihren Gründungsdokumenten zwar explizit auf die Singularität des Holocaust verweist, dass die beteiligten Institutionen und Organisationen sich aber fast ausschließlich mit dem kommunistischen Terror befassen. Es entstehe der Eindruck, dass es den Beteiligten nur um die Darstellung der Verbrechen und Leiden während des Stalinismus gehe.